# Marietta Merck

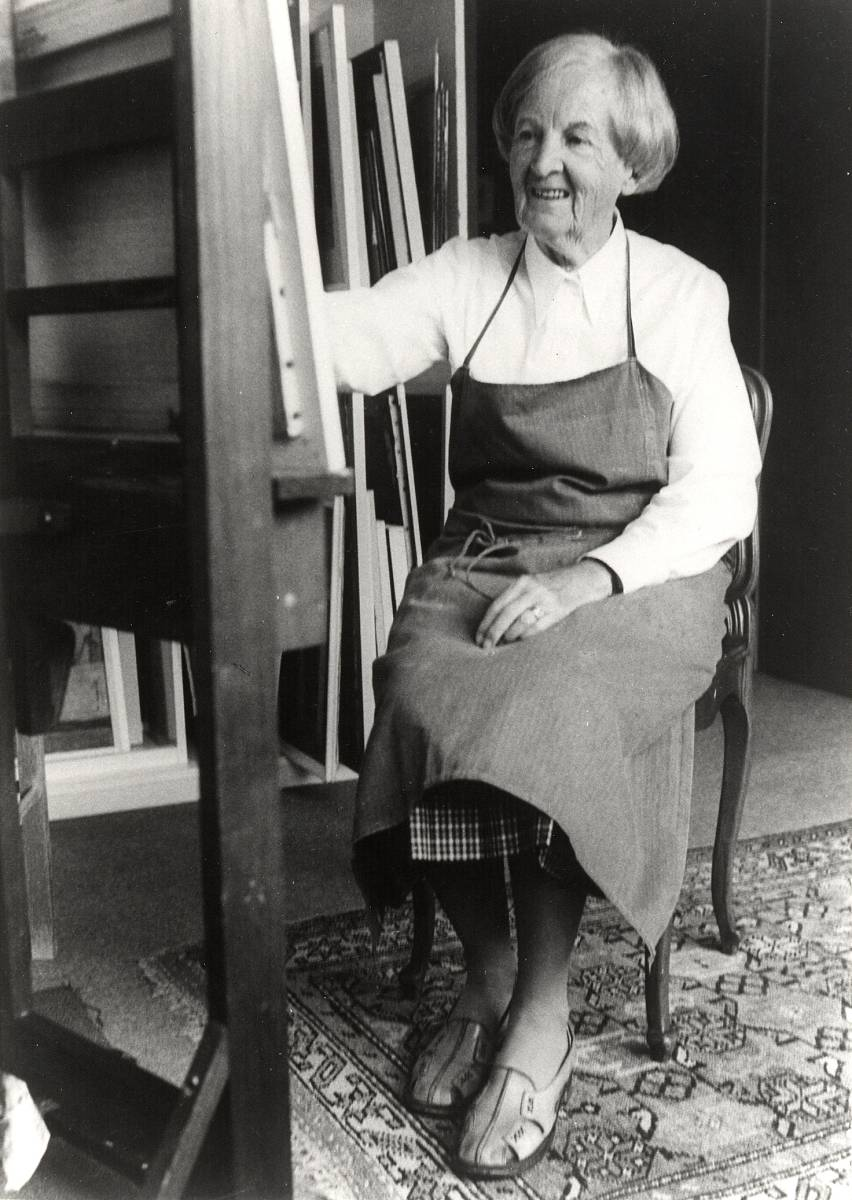
Marietta Merck 1983

Henriette Marie Merck, genannt Marietta Merck (* 28. August 1895 in Darmstadt; † 17. November 1992 in München), war eine deutsche Malerin und Bildhauerin.

## Leben und Werk
Marietta Merck, Enkelin des Unternehmers Carl Merck, wuchs am Bodensee und nach dem frühen Tod des Vaters Johann Heinrich Emanuel Merck 1904 in Jugenheim an der Bergstraße auf.
1915 bis 1919 genoss sie eine Ausbildung bei den Bildhauern Daniel Greiner in Jugenheim, bei Jenny von Bary, Eduard Beyrer sowie C. A. Bermann in München. Außerdem besuchte sie die Zeichenschule von Adolf Beyer in Darmstadt. Zusätzlich erhielt sie eine Ausbildung als Malerin.
Ihre bevorzugten Arbeitstechniken waren Malerei in Öl oder Tempera, Aquarell, Zeichnungen in Pastell, Bleistift, Tusche, der Linolschnitt und Skulpturale Arbeit.
Am 3. Mai 1920 heiratete sie den Juristen und Arzt Kurt Kannengießer. 1922 kam ihre Tochter Adelheid, genannt Heidy, (später Heidy Stangenberg-Merck, ebenfalls Malerin) zur Welt. 1923 erfolgten Trennung und Scheidung von ihrem Mann. Marietta Merck kehrte zusammen mit Tochter Heidy nach Jugenheim in das Haus ihrer verwitweten Mutter zurück. 1953 siedelte sie endgültig nach München um.
Es folgten ausgedehnte Studienreisen in verschiedene europäische Länder, deren Eindrücke sie in Reiseskizzen (Federzeichnungen) aus Holland, Frankreich, Italien und Portugal festhielt. Die erste Reise nach Griechenland – zusammen mit Tochter – erfolgte 1958 und ab 1963 entdeckte Marietta Merck die griechische Inselwelt: Paros, Mykonos, Samos, Tinos u. a. sowie Kreta und den Peloponnes.
85-jährig unternahm Marietta Merck 1980 noch Studienreisen nach Norwegen und 1983 auf die Insel Lesbos.
Marietta Merck starb 1992 im Alter von 97 Jahren nach einem bis zuletzt aktiven Künstlerleben.

## Ausstellungen
- 1928: Galerie Trittler, Frankfurt am Main
- 1971: Georg-Moller-Haus, Darmstadt
- 1972: Galerie Remmele, Gießen
- 1973: Pavillon im Alten Botanischen Garten, München
- 1976: Gesellschaft für Bildende Kunst, Trier
- 1977: Pavillon im Alten Botanischen Garten, München
- 1982: Galerie „Sonne“, Jugenheim
- 1984: Schloss Heiligenberg, Seeheim-Jugenheim
- 1995 (posthum): Kunsthaus Poorhosaini, Jugenheim

## Buchillustrationen
- Liselotte Wattenberg: Ischia. Mit Zeichnungen von Marietta Merck Progress Verlag, Darmstadt 1958.